# Gandhára
Szintén Gandhárának nevezik az ősi, pakisztáni Pesavar városát.

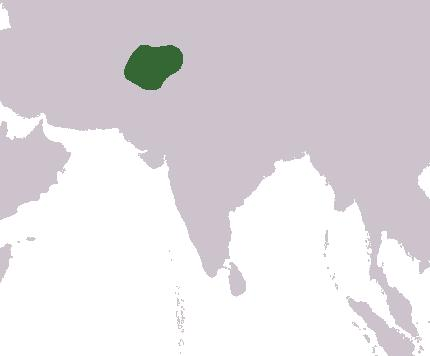
A Gandhárai Birodalom hozzávetőleges határai a mai Pakisztán és Északkelet-Afganisztán területén.

Gandhára vagy Gándhára (szanszkrit: गन्धार, urdu: گندھارا) ősi királyság volt Szvat-, Pesavar-, Ravalpindi-, Ghazni-, Kandahár- és Kabul folyó völgyeiben és a Potovar-fennsíkon, a mai modern Észak-Pakisztán és Északkelet-Afganisztán területein. Legfontosabb városai Purusapura (mai Pesavar), szó szerint "emberek városa" (a szanszkrit puruṣa, "(legfőbb) ember" és a pura, "város" szavakból) és Taksasila (mai Takszila). Gardez és Dzsalálábád szintén Gandhárához tartoztak.
A Gandhárai királyság védikus kor (i. e. 1500-500 körül) óta létezett. Az ókorban kereskedelmi és kulturális találkozási pont volt India, Közép-Ázsia és a Közel-Kelet között. Az i. e. 6-5. században az Akhaimenida birodalomhoz (Óperzsa Birodalom) tartozott, majd a 4. században Nagy Sándor hódította meg. A hindu és a gréko-buddhista kultúra központjaként az 1. és az 5. század között élte fénykorát a kusán királyok idején. A buddhizmus innen terjedt tovább Közép-Ázsiába és a mai Afganisztán területére. Az i. e. 1. századtól az i. sz. 6. századig virágzott a gandhárai művészet, amely indiai buddhista és görög-római elemeket ötvözött.
A következő évszázadokban Gandhárában egymás után uralkodtak az indo-görögök, sakák, pártusok, kusánok.

## Művészet
A gandhárai művészet (gréko-buddhista művészet) főleg az 1–5. században virágzott. Nagy Sándor keleti hadjárata alatt ez a terület is görög befolyás alá került és i. e. 190-től görög fejedelmek uralkodtak felette. Pártus, szkíta, perzsa, görög és bennszülött lakossága sajátságos, önálló művészetet teremtett.
A hellenisztikus művészet hatása ezen a területen teljesen átalakította az indiai művészetet és igen nagy hatással volt a Közel-Kelet és a Távol-Kelet művészetének további fejlődésére is.
A gandhárai művészet elsősorban vallásos művészet volt, a buddhizmus szolgálatában. Buddhát, akit addig csak jelképekkel ábrázoltak (például kerék vagy oroszlán alakjában), most Apollón mintájára emberként mintázták meg.
Nagyobb szabású emlékei Szárnáthban, Mathurában és különösen Amaravatiban kerültek elő. Az alexandriai hellenisztikus művészet hatását lehet felfedezni Száncsi és Barahat emlékein is. A terület főhelye Purusapura (Pesavar) volt, de Afganisztán is a gandhárai művészet gazdag lelőhelyének bizonyult.